# The Voorman Problem
The Voorman Problem é um curta-metragem de 2013, dirigido por Mark Gill e produzido conjuntamente com Baldwin Li. Como reconhecimento, foi nomeado ao Oscar 2014 na categoria de Melhor Curta-metragem.